# Pedro João Baptista
Pedro João Baptista foi um explorador português do século XIX que, em conjunto com Anastácio Francisco (também pombeiro do tenente-coronel Francisco Honorato da Costa ), realizou uma viagem pelos sertões de Angola.  A sua aventura é relatada em Derrota dos Descobridores Pedro João Baptista e Anastácio Francisco na viagem dos sertões de Angola para o Cazembe e d’aqui para Villa de Tele .